# 1892
1892. је била преступна година.

## Догађаји

### Јануар
- 1. јануар — Острво Елис се отвара да прима имигранте у САД.

### Март
- 15. март — Основан ФК Ливерпул.

### Април
- 29. април — У Београду је основана Српска књижевна задруга.

### Август
- 17. август — Потписан Француско-руски савез, један од уговора који је водио настанку Антанте.

### Октобар
- 14. октобар — Пуштен у рад први српски трамвај, у Београду, са коњском вучом.

### Новембар
- 8. новембар — На председничким изборима у САД, кандидат Демократске странке и бивши председник, Гровер Кливленд, победио је актуелног републиканског председника Бенџамина Харисона.

## Рођења

### Јануар
- 3. јануар — Џ. Р. Р. Толкин, енглески књижевник

### Март
- 26. март — Синиша Станковић, српски биолог. († 1974)

### Април
- 8. април — Мери Пикфорд, канадско-америчка глумица

### Мај
- 2. мај — Манфред фон Рихтхофен, немачки пилот. († 1918).
- 7. мај — Јосип Броз Тито, југословенски државник и доживотни председник СФРЈ. († 1980)
- 8. мај — Станислав Сосабовски, пољски генерал

### Јул
- 22. јул — Артур Зајс-Инкварт, аустријски политичар и званичник нациста у Аустрији. († 1946)

### Јун
- 18. јун — Виктор Фонтан, француски бициклиста. (†1982).

### Август
- 15. август — Луј де Брољ, француски физичар. († 1987)

### Септембар
- 10. септембар — Артур Комптон, амерички физичар. († 1962)
- 11. септембар — Лисјен Бис, белгијски бициклиста. (†1980).

### Октобар
- 4. октобар — Енгелберт Долфус, аустријски политичар и диктатор. († 1934).
- 9. октобар — Иво Андрић, југословенски писац († 1975)
- 17. октобар — Теодор Ајке, немачки генерал
- 31. октобар — Александар Аљехин, руски шахиста и светски шампион у шаху († 1946)

## Смрти

### Фебруар
- 2. фебруар — Даринка Петровић, црногорска кнегиња

### Август
- 5. август — Стефан Анђелић, парох сријемско-митровачки.